# Пуаз, Жан Александр Фердинан
Жан Александр Фердинан Пуаз (фр. Jean Alexandre Ferdinand Poise; 3 июня 1828, Ним, Лангедок-Руссильон — 13 мая 1892, Париж) — французский композитор, либреттист

## Биография
Сын нотариуса.
Учился в парижской консерватории. Ученик Адана и Циммермана.
В 1853 году была поставлена в Лирическом театре (фр. Théâtre-Lyrique), его первая опера: «Bonsoir voisin», имевшая огромный успех и выдержавшая более ста представлений и, которая положила начало его карьере и остается его самым большим успехом, поскольку до сих пор исполняется во Франции и Бельгии.
Пуаз не следовал тенденциям современной оперетты, но предпочитал оставаться в русле комической оперы XVIII века.
В 1855 году, в том же театре, дана другая его опера — «Les charmants» (либретто Альфонс Доде), имевшая не меньший успех. В 1856 году поставлена на сцене театра Bouffes-Parisiens его опера «Polichinelle», в 1858 году — в Opéra-Comique — «Don Pedro» и в 1861 году, в том же театре, — «Le jardinier galant». В 1864 году написал оперу Les Absents (либретто Альфонс Доде). Сотрудничал с драматургом и либреттистом Артуром де Бопланом.
В основном, сочинял оперно-комические музыкальные сочинения. Манера письма Пуаза напоминает стиль его учителя Адана.
Похоронен на кладбище Пер-Лашез.

## Избранные музыкальные сочинения
- Bonsoir voisin, 1853
- Les Charmeurs, 1855
- Thé de Polichinelle, 1856
- Le Roi Don Pèdre, 1857
- Le Jardinier galant, 1861
- La Poularde de Caux, 1861
- Les Absents, 1864
- Jean Noël, 1865
- Les Moissoneurs (cantata), 1866
- Le Corricolo, 1868
- Les Deux billets, 1870
- Les Trois souhaits, 1873
- La Surprise de l’amour, 1877
- La Cigale et la fourmi, 1877
- La Dame de compagnie, 1877
- L’Amour médecin, 1880
- Joli-Gilles, 1884
- Le Médecin malgré lui, 1887